# Livgrenadjär
Livgrenadjär, soldat och/eller officer vid Kungliga Livgrenadjärregementet.
Livgrenadjär är benämningen på en officer eller soldat som tjänstgjort vid Livgrenadjärregementet fram till dess nedläggning 1997 eller som idag tillhör Livgrenadjärgruppen eller dess hemvärnsförband i Östergötland, vilka är traditionsbärare av de forna livgrenadjärregementena det äldre och det yngre. .
Namnet grenadjär gavs till soldater som var specialutbildad på att kasta handgranat, ett vapen som togs i bruk i slutet av 1500-talet. Vid tiden för Trettioåriga kriget var den allmänt i bruk och förblev så till mitten av 1700-talet. Vid denna tid hade eldhandvapnen fått en effektiv skottvidd som kraftigt försvagade handgranatens roll i en strid som fördes i sluten ordning. 
För att hantera handgranaten, som också för kastaren kunde vara ett farligt vapen, krävdes både styrka, skicklighet och mod. Det gällde att avpassa tiden från det att granatens lunta tänts, till dess kast kunde ske utan risk för att granaten kastades tillbaka av fienden. Kastet måste också vara tillräckligt långt för att minska risken för egna skador. De soldater som ansågs lämpliga, d.v.s. stora och starka, togs ut bland de övriga soldaterna. De kallades för grenadjärer.
Efter hand kom grenadjär att beteckna något av en elitsoldat eftersom man ute i Europa med sina värvade härar behöll de särskilda kraven på fysisk styrka och reslighet för de soldater som ingick i grenadjärförbanden även sedan användandet av handgranater i praktiken upphört. Grenadjärregementen blev beteckningen på ett elitförband.
Handgranaten försvann för att återkomma under 1900-talet då stridstekniken förändrats och strid på korta avstånd och i värngångar blev mer vanligt.
För svensk vidkommande skapades under 1700-talets sista årtionde två grenadjärförband. I båda fallen rörde det sig om rust- respektive rotehållsregementen. I dessa fall ställdes således inte några särskilda krav på ryttarna och knektarna utöver de som generellt gällde för rekryteringen till våra landskapsregementen
Som grenadjärsymbol i Sverige möter vi granaten med den lågande luntan senast under stora nordiska kriget bland annat som ornering på grenadjärmössorna. 
År 1791 slogs Östgöta infanteriregemente samman med Östgöta kavalleriregemente och bildade Livgrenadjärregementet. Beteckningen livgrenadjär kom då i bruk. 
Välkända för många av dagens livgrenadjärer är de vita och röda granaterna som prydde de vita fanorna med riksvapen och segernamn från mitten av 1800-talet. Som förbandstecken på uniformerna uppträder den vita granaten för förstagrenadjärerna och den röda for andragrenadjärerna på den uniform som brukade kallas modell/ä. De ersattes med förbandssiffra på de grå uniformerna. 
Så även på uniform modell/39 men på denna återinsattes granaten som förbandstecken 1951. Den har sedan behållits på de efterföljande uniformerna.
Livgrenadjärregementets heraldiska vapen fastställdes officiellt så sent som 1977. I likhet med övriga liv- och hustrupper utgörs detta av Sveriges så kallade lilla riksvapen lagt på infanteriets två korslagda musköter åtföljt av en vit och en röd lågande granat. Den vita granaten är placerad till vänster från åskådaren sett eller korrekt till heraldiskt höger. Det speglar den inbördes ordningen mellan de tidigare två Livgrenadjärregementena.
För kamratföreningens symbol har man valt att klyva en granat i vitt och rött vilket är praktiskt. Samma emblem användes för övrigt även av regementet i olika sammanhang. Som kamratföreningsnål förekom i varje fall fram till 1950-talet även en granat i gulmetall.